# Dofen
Der Dofen, auch als Dofan bezeichnet, ist ein Stratovulkan im äthiopischen Teil des Ostafrikanischen Grabens, in der südlichen Afar-Region, rund 150 Kilometer ostnordöstlich von Addis Abeba und knapp 50 Kilometer nordöstlich des Fentale, gleichfalls einem Vulkan. Dort erhebt er sich rund 450 m über der Awash-Ebene. An den Flanken des überwiegend rhyolithischen Vulkans finden sich zahlreiche Schlackenkegel, die entlang einer 10 km langen, N-S verlaufenden Linie entstanden sind. Die nördlichen Kegel sind jünger und weisen eine ausgeprägte Fumarolentätigkeit auf. Eine große Fumarole in einem breiten Krater an der S-Flanke hat große Mengen an Schwefel ausgeschieden. Das Datum der letzten Ausbrüche ist unbekannt, sie fanden jedoch im Holozän statt.
Seit Ende 2024 beobachtete Erdbeben-Schwärme in der Region Dofen – Fentale gipfelten vorläufig in einem Beben der Stärke 5,8 am 5. Januar 2025, außerdem kam es am Dofen zu einer hydrothermalen Eruption mit Auswurf von Felsbrocken und Schlamm. Da ein stärkerer Vulkanausbruch nicht ausgeschlossen wurde, begannen die lokalen Behörden mit Evakuierungsmaßnahmen.